# Чиста мова

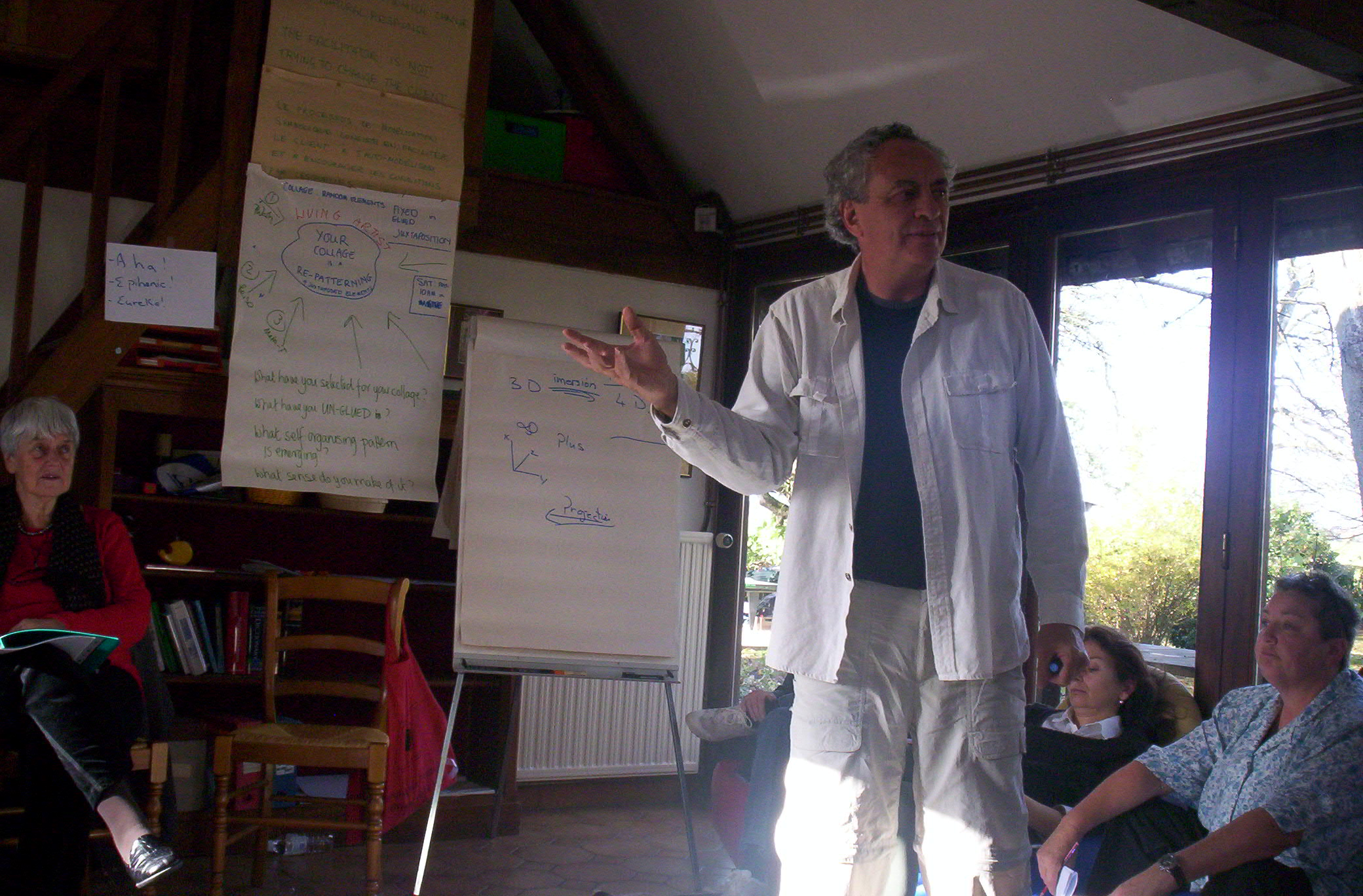
Девід Ґроув (1950–2008), ретрит з «емерджентного знання», Ліон-ла-Форе, Франція, 2007

Чиста мова (англ. Clean language) — техніка, що первинно використовувалася в психологічному консультуванні, психотерапії та коучингу й набула також застосування в освіті, бізнесі, охороні здоров'я, організаційних змінах та як дослідницька техніка інтерв'ю.
Чиста мова спрямована на підтримку клієнтів у відкритті та розвитку їхніх власних символів і метафор, замість надання терапевтом/коучем/інтерв'юером власної інтерпретації чи формулювання теми. Іншими словами, замість того, щоб «підтримувати» клієнта, пропонуючи готові метафори, консультант, коли відчуває, що метафора була б корисною або що метафора явно відсутня, запитує: «І це — як що?», запрошуючи клієнта винайти свою власну метафору.
Чиста мова була розроблена в 1980-х роках Девідом Ґроувом в результаті роботи над клінічними методами розв'язання травматичних спогадів клієнтів. За його спостереженнями, багато з них описували свої симптоми в метафорах, запозичених зі слів попередніх терапевтів, а не з власного досвіду. Активну участь у ранньому розвитку «чистої мови» та розробці «епістемологічних метафор» Ґроува брала психотерапевтка Кай Девіс Лінн.
Чиста мова також є основою для «символічного моделювання», окремого методу і процесу психотерапії та коучингу, розробленого Джеймсом Лоулі та Пенні Томпкінс; для «чистого простору», а також для «системного моделювання», що застосовується в організаційному розвитку. Чиста мова також може використовуватися як додаток до основного підходу психотерапевта або коуча.

## Виноски й джерела
1. ↑  Death Notices in New Zealand Herald, 17 January 2008.
2. ↑  "Obituary" [Архівовано 2022-12-07 у Wayback Machine.]. NZAC Counselling Today, June 2008.
3. ↑  Wilson, 2014, с. 203.
4. ↑  Lawley, Tompkins, 2000.
5. ↑  Sullivan, Reese, 2008.
6. ↑  Cairns-Lee, Lawley, Tosey, 2022.
7. ↑  Запитання Чистої мови Девіда Гроува (PDF). Cleanlanguage.co.uk. Переклад: Стативка Г. Квітень 2022. Архів оригіналу (PDF) за 12 лютого 2023. Процитовано 12 лютого 2023. [Архівовано 2023-02-12 у Wayback Machine.]
8. ↑  Grove, Panzer, 1989.
9. 1 2  Harland, 2012.
10. ↑  Wilson, 2014, с. 187.
11. ↑  Lawley, James; Tompkins, Penny (2001). Metaphors In Mind: A Case Study. Anchor Point (англ.). 15 (5). Архів оригіналу за 7 грудня 2022. Процитовано 30 січня 2023. [Архівовано 2022-12-07 у Wayback Machine.]
12. ↑  Pincus, David; Sheikh, Anees A. (2011-03). David Grove's Metaphor Therapy. Imagination, Cognition and Personality (англ.). 30 (3): 259—287. doi:10.2190/IC.30.3.d. ISSN 0276-2366.
13. ↑  Campbell, 2015.
14. ↑  Lawley, James; Manea, Alexandru I. (2017). The Use of Clean Space to Facilitate a 'Stuck' Client: a Case Study (PDF). Journal of Experiential Psychotherapy (англ.). 20 (4): 62—70.
15. ↑  Doyle, Nancy; Tosey, Paul; Walker, Caitlin (2010). Systemic Modelling: Installing Coaching as a Catalyst for Organisational Learning. Organisations & People (англ.). 17 (4).
16. ↑  Walker, 2014.
17. ↑  Owen, Ian R. (1 січня 1989). Beyond Carl Rogers: The Work of David Grove. Holistic Medicine. 4 (4): 186—196. doi:10.3109/13561828909046386. ISSN 0884-3988.

- Walker C. Clean Questions and Metaphor Models — 2012. TEDx talk на YouTube
- Wilson, Carol (2014). Performance Coaching: A Complete Guide to Best Practice Coaching and Training. Лондон: Kogan Page Publishers. ISBN 9780749470319.

## Зовнішні посилання
- Статті про Чисту мову та Символічне моделювання на сайті Cleanlanguage.com [Worldwide Clean: Ukrainian у Wayback Machine (арх. 2022-12-07)]